# Дёмин, Александр Вячеславович
Александр Вячеславович Дёмин (род. 23 сентября 1988, Ростов-на-Дону) — российский государственный, политический и общественный деятель. С 12 октября 2021 года Председатель комитета Государственной Думы по малому и среднему предпринимательству. Заместитель руководителя фракции «Новые люди».
Депутат Государственной Думы Федерального Собрания Российской Федерации VIII созыва по федеральному партийному списку «Новых людей» от Свердловской и Курганской областей.
После признания Россией независимости ДНР и ЛНР был внесён в санкционный список Евросоюза, США, Великобритании и ряда других стран.

## Биография

### Ранние годы, образование
Александр Вячеславович Дёмин родился 23 сентября 1988 года в городе Ростове-на-Дону.
В 2009 году окончил факультет психологии в Современной гуманитарной академии.
С 2009 по 2010 год проходил срочную военную службу в Космических войсках Вооружённых сил России.
В 2015 году окончил Южный федеральный университет по специальности «организация и возрастная психология».

### Карьера
В 2006—2014 годах занимался вожатской и педагогической деятельностью в детских оздоровительных учреждениях Воронежской, Ростовской областей и Краснодарского края.
В 2013 году работал заместителем начальника по научно-методической работе во Всероссийском детском центре «Орлёнок», детском лагере «Комсомольский».
С 2015 года исполнял обязанности генерального директора Благотворительным фондом образовательных программ «КАПИТАНЫ». Занимался созданием образовательных программ по всей России и развитием сотрудничества с ВУЗами. Запустил благотворительную программу, с помощью которой фонд поддержал более 1 000 студентов.
В 2016—2021 годах — начальник отделения деканата на факультете бизнеса «КАПИТАНЫ» в РЭУ им. Плеханова.
В 2018—2019 годах — руководитель образовательного конкурса для школьников «Мой первый бизнес» в АНО «Россия — страна возможностей». Входил в состав рабочей группы Агентства стратегических инициатив (АСИ) по проблемам законодательных и нормативных барьеров, мешающих развитию негосударственного образовательного сектора в России. Как эксперт без педагогического образования, занимался подготовкой предложений, как снять существующие барьеры и простимулировать развитие данной сферы.
С 2020 года — заместитель руководителя исполкома партии «Новые люди».
С 2021 года — депутат Государственной Думы Российской Федерации VIII созыва, заместитель руководителя фракции «Новые люди».
С 12 октября 2021 года — председатель Комитета Государственной Думы по малому и среднему предпринимательству.

### Семья и личная жизнь
Женат, воспитывает дочь.
Увлекается спортом, активно занимается карате Киокусинкай, имеет 2 кю (коричневый пояс). Играет в футбол и катается на сноуборде.

## Общественная и политическая деятельность
С 2018 года открыл образовательную программу «КАПИТАНЫ» в 10 регионах России.
С 2020 по 2021 год — открыл более 600 избирательных штабов политической партии «Новые люди» в 75 регионах России на региональных и думских выборах. Больше 10 лет работает в образовании, начав работать ещё учась в университете.
11 сентября 2022 года участвовал в выборах губернатора Свердловской области от партии «Новые люди». Занял четвёртое место из пяти с результатом 6,47 % голосов.

## Законодательная деятельность
С 2021 года в качестве депутата Государственной Думы VIII созыва выступил автором и соавтором 36 законодательных инициатив. Наиболее значимые из них:
Стал инициатором законопроекта о продлении предельного срока на обращение с требованием о предоставлении «кредитных каникул» в целях расширения возможностей субъектов малого и среднего предпринимательства по привлечению доступного финансирования (№ 87705-8).
Стал одним из авторов законопроекта, направленного на упразднение чрезмерно высоких штрафных санкций за незначительное превышение допустимых габаритов грузового транспортного средства, не влияющее на безопасность дорожного движения (№ 195541-8).
Стал одним из соавторов законопроекта о защите прав и законных интересов заемщиков, призванных на военную службу по мобилизации в Вооруженных Силах Российской Федерации по контракту, а также лиц, находящихся у них на иждивении (определенных в соответствии с семейным законодательством Российской Федерации несовершеннолетние члены семьи, и (или) члены семьи, признанные инвалидами I или II группы в порядке, установленном законодательством Российской Федерации, и (или) лица, находящиеся под попечительством военнослужащих) № 199777-8).
Является одним из соавторов законопроекта о получении «кредитных каникул» субъектом МСП, призванном на военную службу в рамках частичной мобилизации. Благодаря законопроекту субъекты МСП получают возможность восстановления деятельности и платежеспособности и имеют право на обращение к кредитору с требованием о предоставлении льготного периода (№ 209496-8).
Совместно с депутатами Комитета Государственной Думы по малому и среднему предпринимательству разработал законопроекты о совершенствовании деятельности микрофинансовых организаций (№ 218254-8), и о расширении категорий субъектов малого и среднего предпринимательства, претендующих на получение мер финансовой поддержки (№ 230881-8).
Стал основным автором законопроекта, который предусматривает право беспрепятственного посещения мест временного содержания и исполнения наказаний в виде лишения свободы региональным Уполномоченным по защите прав предпринимателей (№ 841093-7).

## Санкции
25 февраля 2022 года, на фоне вторжения России на Украину, включён в санкционный список Евросоюза. 11 марта 2022 года внесён в санкционный список Великобритании. 30 сентября 2022 года был внесён в санкционный список США в ответ на фиктивные референдумы и аннексию территорий Украины российскими оккупационными силами.
24 февраля 2023 года внесён в санкционный список Канады как «причастный к продолжающемуся нарушению Россией суверенитета и территориальной целостности Украины».
По аналогичным основаниям находится в санкционных списках Швейцарии, Австралии, Японии, Украины и Новой Зеландии.